# Kagbolodougou
Kagbolodougou est une localité du Nord de la Côte d'Ivoire, et appartenant au département de Korhogo, région des Savanes. La localité de Kagbolodougou est un chef-lieu de commune.

## Personnalités
- Gilbert Koné Kafana, homme politique, né à Kagbolodougou.